# Kenroy Arana Álvarez
Kenroy Arana Álvarez (Livingston, Izabal, Guatemala, 7 de febrero de 1992) es un futbolista guatemalteco que juega como mediocampista defensivo.

## Trayectoria
Kenroy Arana debutó en el año 2009 bajo las órdenes del profesor Carlos Ruiz.

## Clubes
| Club              | País      | Año           |
| ----------------- | --------- | ------------- |
| CSD Municipal     | Guatemala | 2009 - 2011   |
| Deportivo Heredia | Guatemala | 2012-presente |

- Datos: Q6458520